# Kazunori Kan
Kazunori Kan (菅 和範 Kan Kazunori?), född 11 november 1985 i Ehime prefektur, är en japansk fotbollsspelare.
Kan började sin karriär 2008 i FC Gifu. Han spelade 137 ligamatcher för klubben. 2012 flyttade han till Tochigi SC.